# Presbiterianismo no Rio de Janeiro
O Presbiterianismo é a terceira maior família denominacional protestante histórica no Rio de Janeiro (atrás apenas dos batistas e metodistas), correspondendo a 0,48% da população da unidade federativa, o menor percentual entre os Estados do Sudeste do Brasil.

## História

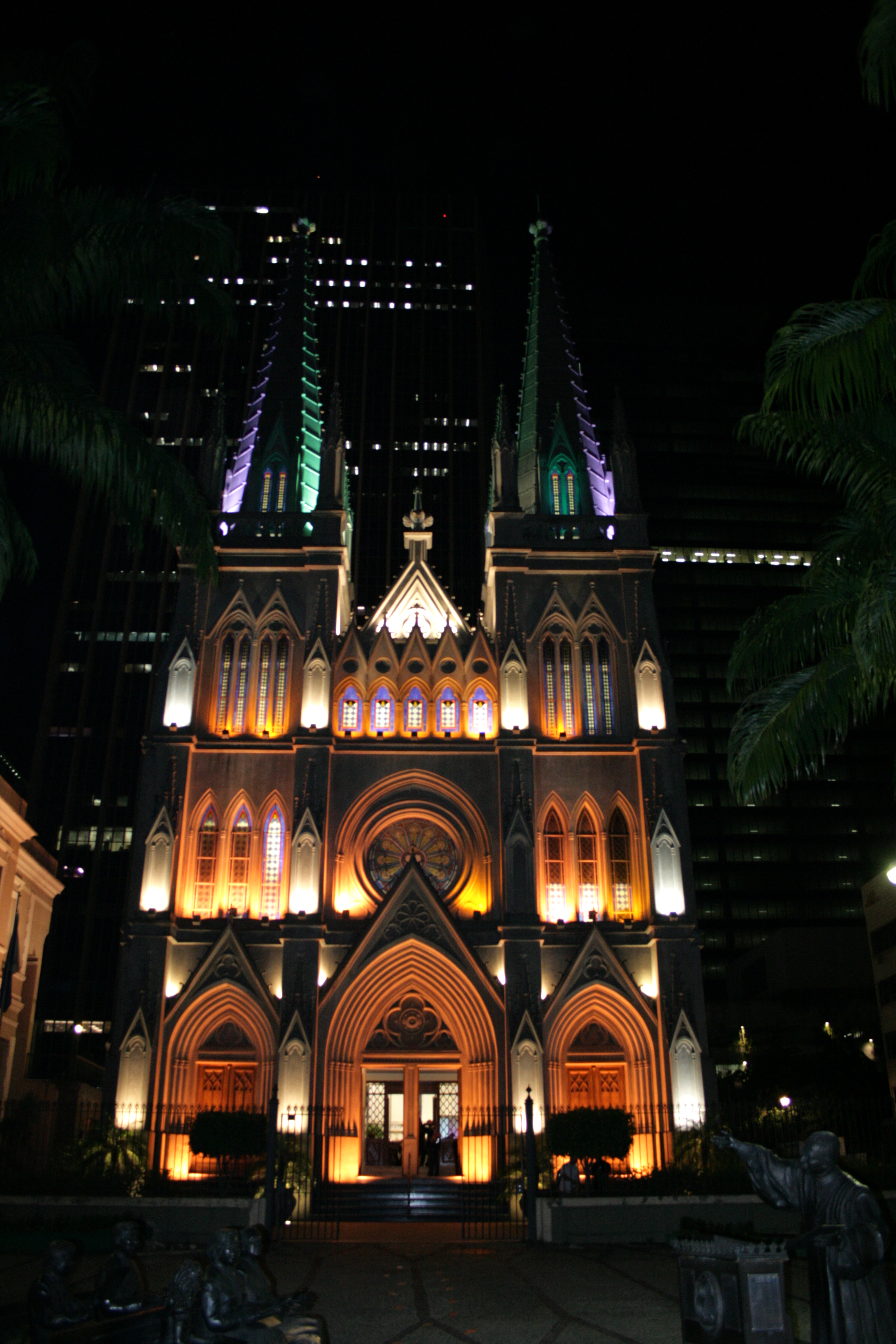
Igreja Presbiteriana do Rio de Janeiro. De arquitetura neogótica, é patrimônio histórico da cidade.

O Presbiterianismo chegou ao Rio de Janeiro em 12 de agosto de 1859, com a chegada do missionário Ashbel Green Simonton. Foi o primeiro missionário presbiteriano no Brasil, enviado pela Igreja Presbiteriana dos Estados Unidos. No ano seguinte, Simonton realizou seu primeiro serviço (culto) em Português.
Em janeiro de 1862, os primeiros convertidos professaram sua fé na Igreja Presbiteriana do Rio de Janeiro que foi então formalmente organizada. Ele também fundou o primeiro jornal brasileiro Protestante ( Imprensa Evangélica) em 1864 e supervisionou a criação do primeiro Presbitério (Presbitério do Rio de Janeiro) em 1865 e Seminário (1867). Simonton morreu de febre amarela aos 34 anos, em 1867 (sua esposa, Helen Murdoch, havia falecido três anos antes).
O missionário Alexander Latimer Blackford auxiliou Simoton na na Igreja do Rio de Janeiro. Depois disso, viajou para São Paulo, Minas Gerais, Paraná e Sergipe pregando a Fé Reformada e estabelecendo igrejas.
A partir da evangelização e plantação de mais igrejas, o Presbiterianismo tornou-se a terceira maior família denominacional protestante histórica no Estado.

## Igreja Presbiteriana do Brasil

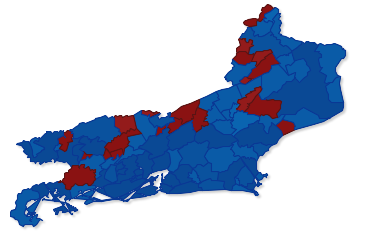
Municipios com igrejas federadas a Igreja Presbiteriana do Brasil no Rio de Janeiro

A Igreja Presbiteriana do Brasil é a maior denominação presbiteriana no Rio de Janeiro. É constituída no Estado por 13 Sínodos, a saber: Sínodo Baixada Fluminense, Sínodo Carioca, Sínodo Costa do Sol, Sínodo Duque de Caxias, Sínodo Espírito Santo-Rio, Sínodo Guanabara, Sínodo Leste Fluminense, Sínodo Norte Fluminense, Sínodo Oeste Fluminense, Sínodo Oeste Rio de Janeiro, Sínodo Rio de Janeiro, Sínodo Serrano Fluminense e Sínodo Sul Fluminense, que juntos possuem 51 presbitérios e aproximadamente 518 igrejas e congregações federadas em todo o Estado.
A denominação opera no Estado o Seminário Teológico Presbiteriano Reverendo Ashbel Green Simonton, um de seus 8 seminários no Brasil.

## Igreja Presbiteriana Independente do Brasil
A Igreja Presbiteriana Independente do Brasil possui 9 igrejas na cidade do Rio de Janeiro.

## Igreja Presbiteriana Unida do Brasil
A Igreja Presbiteriana Unida do Brasil possui 2 presbitérios no Estado, o Presbitério Rio Novo e o Presbitério Cidade do Rio de Janeiro, que juntos possuem 8 igrejas.

## Outras denominações presbiterianas
A  Igreja Presbiteriana Conservadora do Brasil e Igreja Presbiteriana Fundamentalista do Brasil não possuem igrejas no estado.